# Dutch Swing College Band
Die Dutch Swing College Band ist eine seit 1945 bestehende niederländische Band des traditionellen Jazz.

## Geschichte
Die Band wurde am 5. Mai 1945 (der in den Niederlanden als Befreiungstag und Nationalfeiertag gilt) als Amateur-Combo gegründet, in der zunächst vor allem Studenten spielten. Die erste Besetzung bestand aus Peter Schilperoort (Klarinette), Frans Vink (Piano), Henny Frohwein (Kontrabass) und Tonny Nüsser (Drums). Die Band trat zunächst unter dem Namen The Quartet of The Dutch Swing College bei den großen Feiern, die anlässlich der Befreiung von der deutschen Besatzungsmacht entstanden, in Den Haag auf. Ihre Besetzung wurde bis Sommer 1945 um drei weitere Musiker erweitert, den Trompeter Joost van Os, den britischen Posaunisten Bill Brant und den Gitarristen Otto Gobius. Als The Orchestra of The Dutch Swing College trat die Formation ein halbes Jahr jedes Wochenende vor kanadischen Soldaten in Den Haag auf.

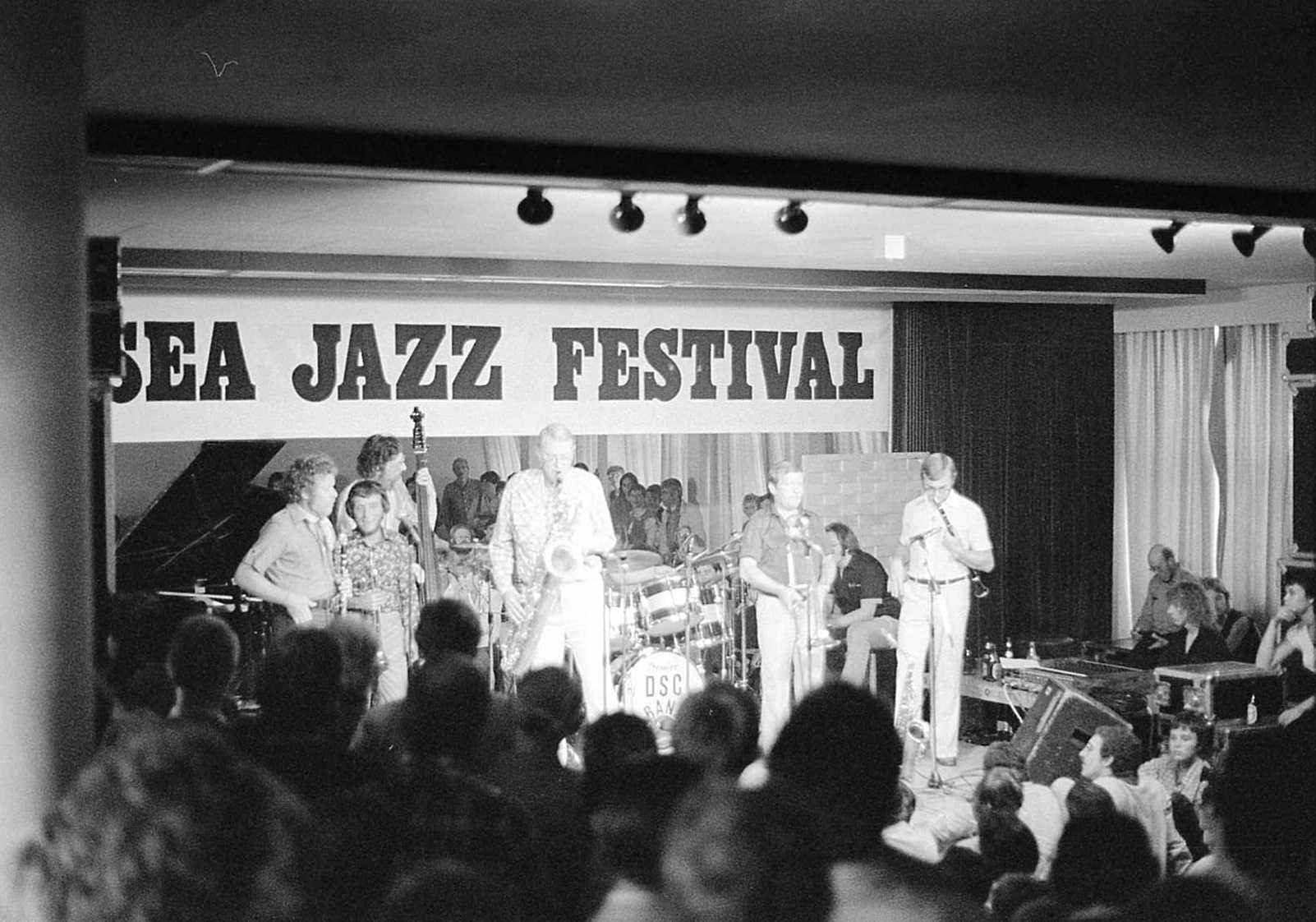
Dutch Swing College Band auf dem North Sea Jazz Festival (Ende der 1970er-Jahre)

1946 erschien eine Fanpostille unter dem Titel Dutch Swing College Club, herausgegeben durch Joost van Os. Nach ein paar Nummern erhielt die Zeitschrift den Untertitel: Nederlandse Studieclub voor Jazzmuziek. Die Band machte eine Reihe von Radiosendungen für Radio Herrijzend Nederland (später bekannt als Radio Nederland Wereldomroep). Im November 1946 gewann das Orchester den Internationalen Jazzwettbewerb in Brüssel. Es kam zu ersten personellen Wechseln; als Namen für die Band wurde nun Dutch Swing College Band gewählt. 1948 erschienen die ersten Schallplatten-Aufnahmen und die Popularität der Formation nahm weiter zu. Der amerikanische Sopransaxophonist Sidney Bechet spielte erstmals 1949 bei einem Konzert in Amsterdam mit. Die Combo, die zahlreiche Engagements erhielt und auch jenseits der Niederlande auftrat, spielte in den Nachkriegsjahren eine wichtige Pionierrolle und hat viele Jugendliche für die in Nordamerika entstandenen und während der NS-Herrschaft in Europa unterdrückten Jazzstile wie Dixieland und Swing begeistert.
Seit den frühen 1950er Jahren ließ sich auch Sängerin Neva Raphaello von der Dutch Swing College Band begleiten, ebenso Big Bill Broonzy. In dieser Zeit trat die Gruppe als Oktett, in dem Saxophon/Klarinette doppelt besetzt waren; bei einigen Stücken wurde zudem mit zwei Trompeten gespielt (wobei die zweite Trompete vom Schlagzeuger übernommen wurde). 1959 spielte die Dutch Swing College Band eine herausragende Rolle in dem Jugendbuch Stampij om een Schuiftrompet (1959) des Schriftstellers Willy van der Heide.
Zu Beginn der sechziger Jahre ging das Interesse an der Dixieland-Musik zurück. Das Orchester beschloss daher, ein etwas breiteres Repertoire zu spielen. 1960/61 wechselte die Dutch Swing College Band nach größeren personellen Veränderungen ins Profilager, was internationale Tourneen erleichterte. Weitere Größen aus der Jazzwelt traten nun gemeinsam mit der Formation auf, beispielsweise Muggsy Spanier, Albert Nicholas, Jimmy Witherspoon, Wild Bill Davison, Bud Freeman, Joe Venuti oder Teddy Wilson. Dabei entstehen auch zahlreiche Alben. 1963 gewann die Band einen Edison in der Kategorie Instrumentalmusik. Bandleader Peter Schilperoort, der den Preis in der Kategorie Jazz vorgezogen hätte, weigerte sich, die Auszeichnung von Moderator Godfried Bomans während der Verleihung bei der niederländischen Grand Gala du Disque entgegenzunehmen und verließ die Bühne mit leeren Händen. Die Band trat auch beim damaligen „Piratensender“ Radio Veronica auf, mit Jazz- und Popsängerinen wie Corry Brokken, Ann Burton, Anneke Grönloh, Karin Kent, Rita Reys und Conny Vandenbos.

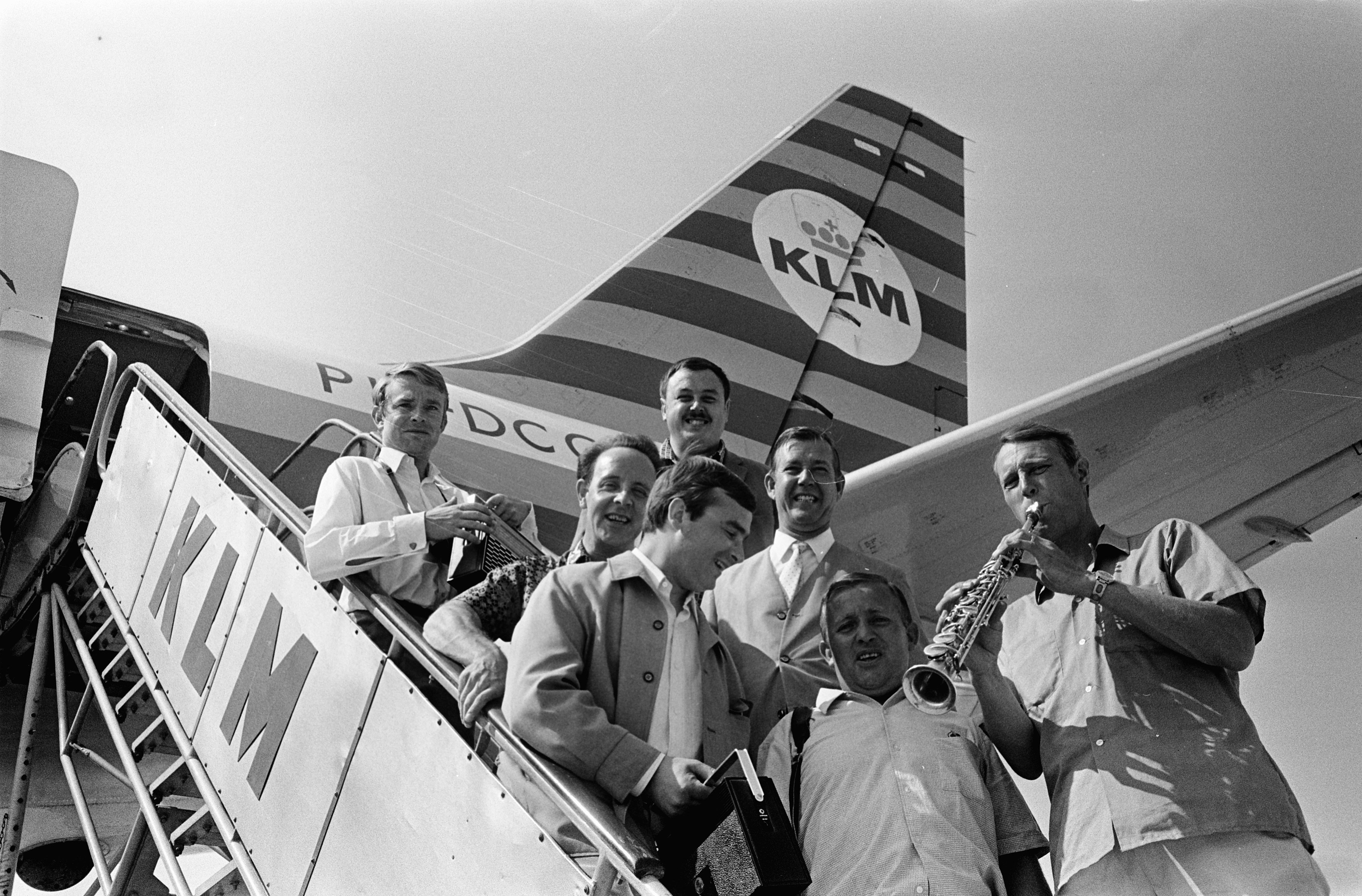
Als Profimusiker konnten sie weltweit auf Tournee gehen: Dutch Swing College Band 1969

Die Dutch Swing College Band hat sich zu einem weltweit bekannten Jazz-Ensemble entwickelt, das von Anfang an eigene Interpretationen, Arrangements oder Kompositionen spielte, statt Aufnahmen amerikanischer Musiker zu kopieren, und so seinen eigenen Stil entwickelte, der auf konventionelle Showelemente verzichtete. Dabei wechselte mehrmals die Zahl der Mitspieler und die Instrumentierung. 1979 wurde zum Beispiel das Banjo aufgegeben und wieder zum Klavier zurückgekehrt, auf das aktuell wieder verzichtet wird. Zeitweise prägten auch einige Bandmitglieder das Repertoire mit ihren Lieblingsstücken. So brachte Trompeter Rod Mason 1980 einige Titel von Louis Armstrong mit.
Die Gruppe trat bisher nicht nur auf der Bühne, sondern auch in zahlreichen TV- und Filmproduktionen auf. Ihr Jubiläumskonzert zum 75-jährigen Bestehen der Band musste (bedingt durch die COVID-19-Pandemie) ins Jahr 2021 verschoben werden.
Nach Frans Vink Jr. (1945–1946), Joop Schrier (1955–1960) und Peter Schilperoort (1946–1955 bzw. 1960–1990) lag die Leitung der Band bis zum Mai 2020 bei Bob Kaper; ihm folgte Adrie Braat

## Auszeichnungen
Die folgende Liste hat keinen Anspruch auf Vollständigkeit.
- 1963: Edison Award
- 1990: Export Award
- 1994: Bird Award
- 2017: Sgt Peppers Jazz Club Award

## Diskografie

### Alben
| Jahr | Titel                                                         | Höchstplatzierung, Gesamtwochen, AuszeichnungChartplatzierungen (Jahr, Titel, Platzierungen, Wochen, Auszeichnungen, Anmerkungen) | Höchstplatzierung, Gesamtwochen, AuszeichnungChartplatzierungen (Jahr, Titel, Platzierungen, Wochen, Auszeichnungen, Anmerkungen) | Anmerkungen |
| Jahr | Titel                                                         | NL | DE | Anmerkungen |
| ---- | ------------------------------------------------------------- | --- | --- | ----------- |
| 1969 | Dutch Swing College Story                                     | — | DE25 (8 Wo.)DE |             |
| 1978 | The Band’s Best                                               | NL17 (11 Wo.)NL | — |             |
| 1980 | Jubilee Concert Live Recording The Hague Holland May 30, 1980 | NL23 (5 Wo.)NL | — |             |
| 1989 | A "Live" And Kicking                                          | NL78 (5 Wo.)NL | — |             |
| 1989 | The Jubilee Special – Swinging Favourites of ’45              | NL72 (6 Wo.)NL | — |             |

Weitere Alben
- Vintage Dutch Swing College Band (Lake, 1948/49)
- Swing College at Home (Philips, 1955)
- Jazz at the Concertgebouw Amsterdam featuring Neva Raphaello (Philips, 1958)
- Ice Cream En Elf Andere Jazz Classics (Philips, 1960)
- Milord (EP; Philips, 1960)
- On Tour (Philips, 1960), wiederveröffentlicht als Live in 1960
- Party Favourites (Philips, 1961)
- Goes Latin (Philips, 1963)
- Swinging Studio Sessions (Philips, 1960–69)
- D.S.C. NOW! (Philips, 1969)
- Dutch Swing College Band Meets Joe Venuti (1971)
- The Dutch Swing College Band & Teddy Wilson (1972)
- Johnny Goes Dixie (mit Johnny Meijer) (DSC records, 1974)
- DSC Live (Challenge, 1974)
- Dutch Swing College Band and Bud Freeman (DSC records, 1975)
- Dutch Swing College Band (DSC records, 1976)
- DSC Hit Collection (UGS, 1977)
- Still Blowing Strong 34 years (DSC records, 1979)
- Digital Anniversary (Philips, 1985)
- Dutch Swing College Band with Deep River Quartet • Rosenberg Trio • Dim Kesber • Mrs. Einstein • Oscar Klein • Wim Kolstee • Pim Jacobs & Louis van Dijk • Jaap van Kempen: Swinging Favourites of ’45  (Quintessence 1996)
- Live on Stage (Timeless, 2001)
- The Swing Code (Timeless, 2005)
- Swing that Music (2006)
- A Happy Dixie Christmas (2007, mit Lils Mackintosh)
- When You’re Smiling (2007, mit Lils Mackintosh)
- Back to the Roots (2008)
- My Inspiration (2010)
- Jubilee Concert (2011)
- Update (2012)
- The Music Goes Round and Round (2014)
- 100 Years of Jazz (2017)

### Singles
| Jahr | Titel Album    | Höchstplatzierung, Gesamtwochen, AuszeichnungChartplatzierungen (Jahr, Titel, Album, Platzierungen, Wochen, Auszeichnungen, Anmerkungen) | Höchstplatzierung, Gesamtwochen, AuszeichnungChartplatzierungen (Jahr, Titel, Album, Platzierungen, Wochen, Auszeichnungen, Anmerkungen) | Anmerkungen |
| Jahr | Titel Album    | NL | DE | Anmerkungen |
| ---- | -------------- | --- | --- | ----------- |
| 1955 | Black and Blue | — | DE21 (4 Wo.)DE |             |
| 1960 | Milord         | — | DE11 (16 Wo.)DE |             |
| 1965 | Letkis Jenka   | NL1 (21 Wo.)NL | — |             |

grau schraffiert: keine Chartdaten aus diesem Jahr verfügbar